# Sacium hemipterum
Sacium hemipterum là một loài bọ cánh cứng trong họ Corylophidae. Loài này được Horn miêu tả khoa học đầu tiên năm 1896.